# 道の駅ゆめランド布野
道の駅ゆめランド布野（みちのえき ゆめランドふの）は、広島県三次市布野町下布野の国道54号（国道184号 重用区間）沿いにある道の駅である。

## 概要
施設は三次市が所有し、株式会社布野特産センターが指定管理者として運営管理を行っている。
高速バスグランドアロー号、みこと号が国道54号を経由していた当時（現在は松江自動車道経由に変更。）は、当所で休憩していた。また、メリーバード号の広島 - 米子線も冬場に国道54号に迂回する際には当所で休憩していた。

## 歴史
- 1996年（平成8年）
  - 8月5日 - 登録。
  - 10月18日 - 開駅。
- 2013年（平成25年）4月 - 同年3月30日松江自動車道が全線開通した影響で1割ほど利用客数が減少する[1]。
- 2015年（平成27年） - 10月10日より中国自動車道江の川パーキングエリアにテナントとして出店[2]。
- 2016年（平成28年）1月27日 - 広島県の国道54号沿線にある4つの道の駅が、「自動車道の開通により交通量が減少した国道54号沿線の4つの道の駅の相互連携による、地域の暮らしを持続的支える環境構築」を理由に、国土交通省により平成27年度重点「道の駅」に選定される[3]。

## 施設
- 駐車場 : 60台
  - 普通車 : 45台
  - 大型車 : 15台
  - 身障者用 : 2台
- トイレ
  - 男 : 大 5器・小 8器
  - 女 : 8器
  - 小児用 : 小 1器
  - 身障者用 : 2器
- 公衆電話 : 2台
- レストラン
- 喫茶店
- 売店（9:00 - 19:30 〈夏期〉、10:00 - 18:30 〈冬期〉）
- 休憩所（24H）
- 公園
- 体験施設
  - 特産品加工工場
  - 体験農園
  - 体験工房
- 情報コーナー
- ベビーベッド
- 郵便ポスト（布野郵便局）

### 休館日
- 11月 - 2月の第2・4火曜日（祝日の場合、翌日）

## アクセス
- 国道54号 - 登録路線
  - 広島市 - 安芸高田市 - 三次市中心部（国道375号 三次IC方面） - 三次市布野町 道の駅ゆめランド布野 - 三次市布野町下布野（広島県道62号庄原作木線） - 飯南町 - 雲南市 - 松江市
- 国道184号（飯南村野萱-ゆめランド布野-三次市粟屋町で国道54号と重複）
  - 出雲市 - 飯南町 - 三次市布野町下布野（広島県道62号庄原作木線） - 道の駅ゆめランド布野 - 三次市中心部 - 三次市三良坂町 - 三次市吉舎町 - 世羅町 - 尾道市
- 広島県道62号庄原作木線（三次市布野町下布野で国道54号に接続）
  - 庄原市川北町 - 庄原市口和町（松江自動車道 口和IC） - 三次市君田町 - 三次市布野町下布野（国道54号） - 三次市作木町
- 中国自動車道（三次ICから国道375号・国道54号経由で20分[4]）
  - 広島北JCT（広島自動車道）・千代田JCT（浜田自動車道）方面 - 三次IC - 三次東JCT（三次東IC / 松江自動車道 / 尾道自動車道） - 庄原IC - 北房JCT（岡山自動車道）方面
- 松江自動車道（口和ICから広島県道62号庄原作木線経由で18分）
  - 三次東JCT（三次東IC / 尾道自動車道 / 中国自動車道） - 口和IC - 高野IC - 松江市 宍道JCT（山陰自動車道）方面

### バス
備北交通と三次市民バスの「ゆめランド布野」バス停がある。
- 赤名線 / 作木線（備北交通[5]）
  - （三次工業団地 - ）三次中央病院 - 三次駅前 - 三次もののけミュージアム - ゆめランド布野 - 便坂 - 赤名 / 作木支所前・川の駅常清・口羽町・伊賀和志・道の駅GR大和
- 三次市民バス 布野町線（月・金コース、水コース）[6]

## 周辺
- 観光農園フルーツランド布野